# دانيال غيامفي
دانيال غيامفي (بالإنجليزية: Daniel Gyamfi)‏ هو لاعب كرة قدم غاني في مركز الدفاع، ولد في 28 سبتمبر 1984 في غانا. لعب مع ليبرتي بروفشنالز ‏.